# Patupaiarehe

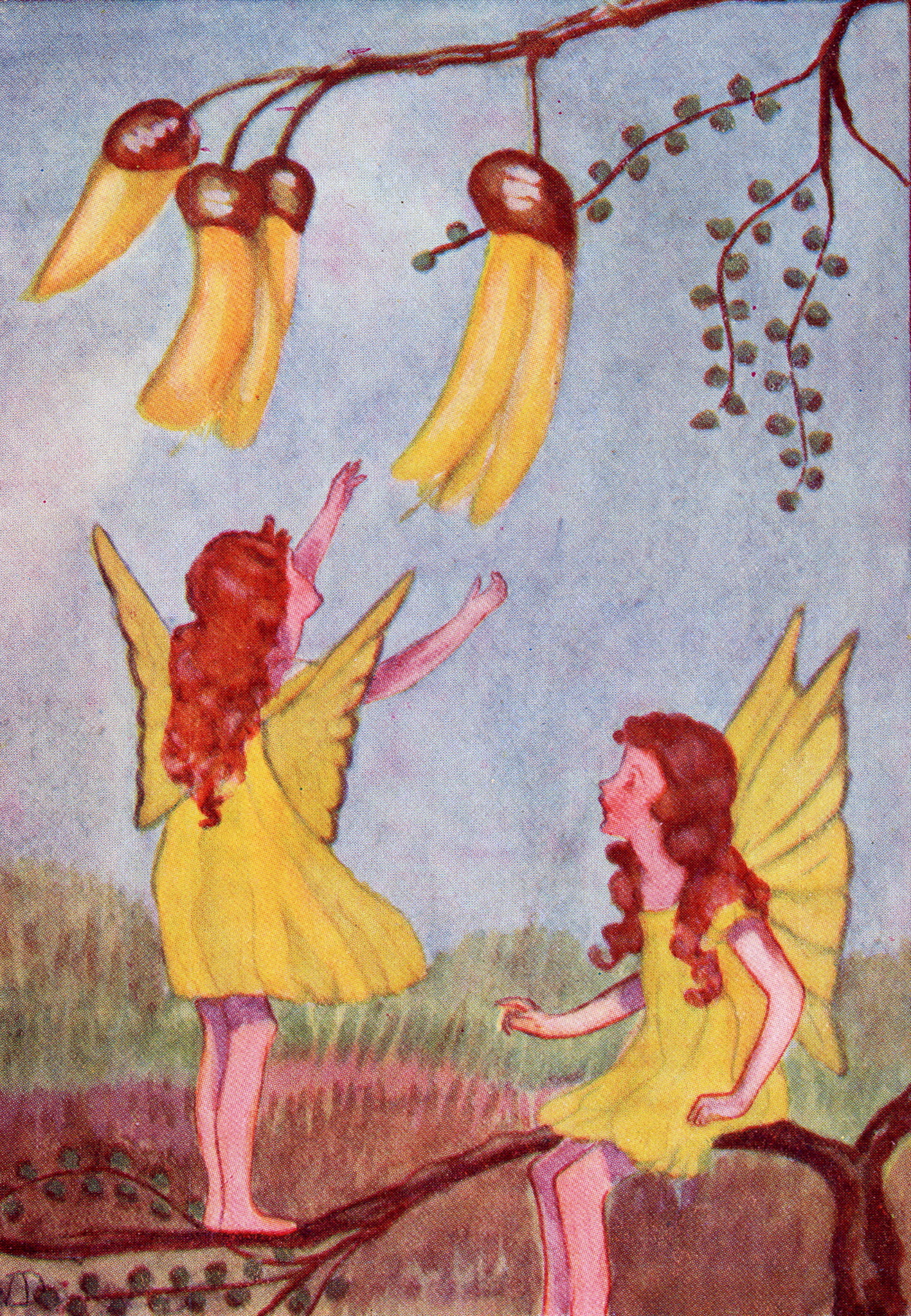
Eine Illustration des Patupaiarehe von V. Deroles, 1925.

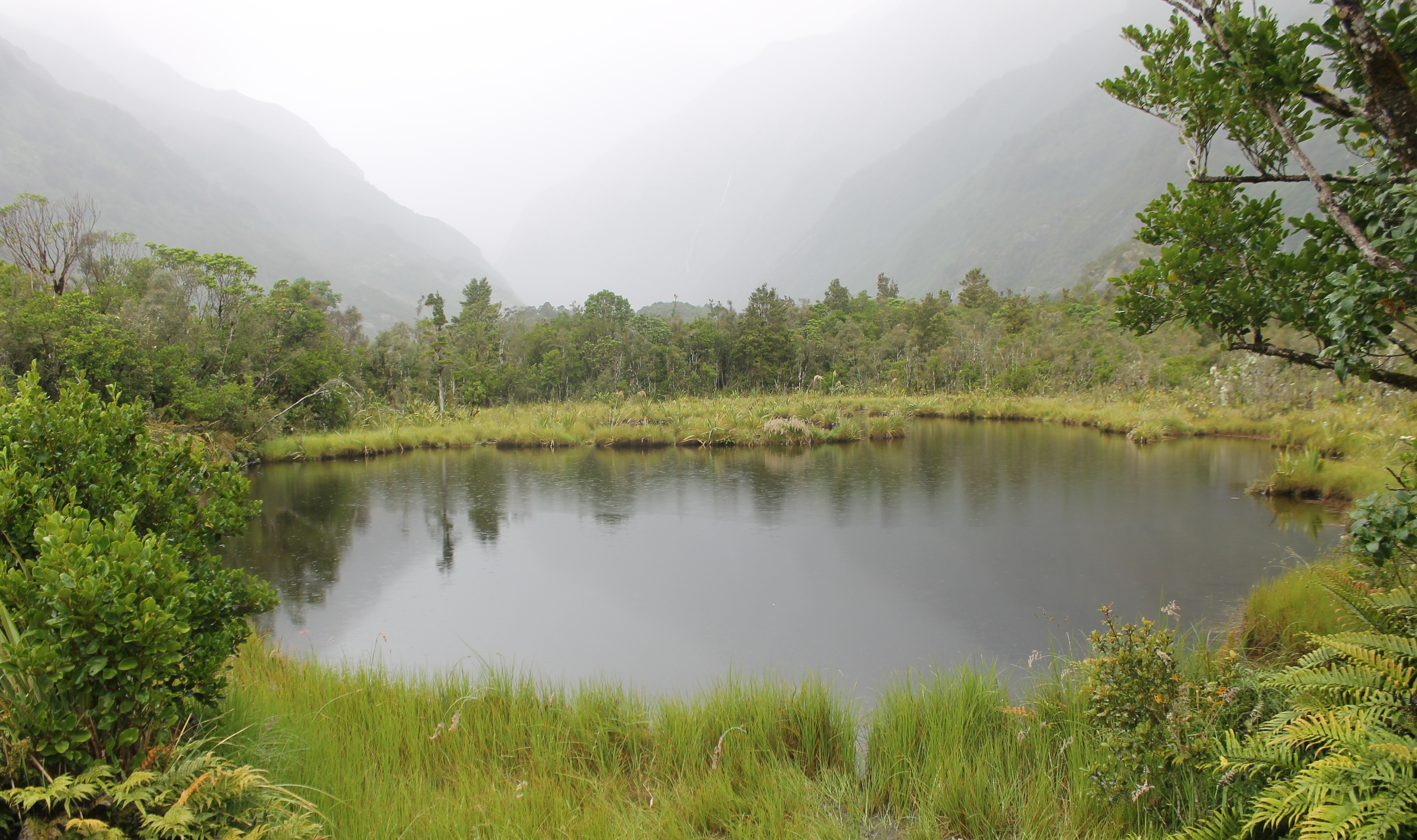
Dichte, nebelverhangene Wälder Neuseelands – Heimat der Patupaiarehe

Patupaiarehe, auch Patu-paiarehe geschrieben, sind in der Mythologie der Māori, der Ureinwohner Neuseelands, feenartige, meist furchteinflößende Geistwesen, die in geheimen, befestigten Dörfern meist in Bergwäldern leben. Verschiedene Māori-Stämmen haben unterschiedliche Namen für diese Wesen und berichten von deren nächtlichem Erscheinen in bestimmten Regionen der Nord- und Südinsel von Neuseeland.

## Beschreibung
Patupaiarehe können in der Vorstellung der Māori unterschiedliche Größen haben, sind hellhäutig und haben häufig lange, rote Haare, besitzen aber kein Tā moko (Stammestätowierung). Da sie sich ausschließlich von rohem Fleisch oder Fisch ernähren, wurden für sie von den Māori, um sie friedlich zu stimmen, Fische oder Fleisch als Gaben in den Wäldern abgelegt.
Sie sollen jede Form von Helligkeit scheuen und die Wälder vorwiegend nachts durchstreifen oder an Tagen mit dichtem Nebel, wenn man gelegentlich ihren lieblichen Gesang und ihr Koauau- und Putorino-Flötenspiel hören kann, für das besonders junge Frauen empfänglich sein sollen. Diese sollen dann dadurch in die geheimen Dörfer gelockt werden und mit den Patupaiarehe Mischlingskinder haben, die „Urukehu“ genannt werden. Auch Männer können demnach von Patupaiarehe-Frauen in die Wälder gelockt werden, aus denen sie nicht mehr zurückkehren und den Rest ihres Lebens in einer Art schlafwandlerischen Zustand verbringen.
Einige Patupaiarehe werden als freundlich und hilfreich beschrieben, andere dringen in feindseliger Absicht nachts sogar in die Schlafhäuser der Menschen ein und versetzen sie in ein Koma oder töten sie. Erwehren kann man sich ihrer nur durch gekochte Nahrung, Asche und Feuer sowie roten Ocker (Kokowai). Varianten dieser „Waffen“ tauchen in vielen Patupaiarehe-Geschichten auf.

### Benennungen
Die Benennung von Sagengestalten und ihre Beschreibung durch die Māori ist nicht einheitlich, da die Sagen der verschiedenen Stämme traditionell mündlich überliefert wurden. Erst Mitte des 19. Jahrhunderts begann George Edward Grey mit der Sammlung von niedergeschriebenen Geschichten, aber es dauerte noch mehr als vierzig Jahre, bis die ersten gedruckten Legendensammlungen erschienen.
Regionale Benennungen oder gleichbedeutend für Patupaiarehe sind:
- Heketoro,[9]
- Korakorako,[10]
- Nanakia,[11]
- Ngāti Hotu,[12]
- Paiarehe,[13]
- Pakehakeha[11] (Pukehakeha[14]),
- Parehe,[11]
- Patuparehe,[11]
- Tahurangi,[15]
- Turehu,[16][17]
- Tutumaio[11][18] oder
- Urukehu[19] (Uru kehu ‚Rotschöpfe‘).[20]

Teilweise haben die Erzählungen über Patupaiarehe Übereinstimmungen mit denen über Ponaturi (Feen des Meeres), Porotai (Steinmenschen, d. h. halb Mensch, halb Stein) und Maero (wilde Waldkreaturen).

### Vorkommen
Da die Māori ihre Erzählungen häufig mit sehr genauen geografischen Angaben verbinden, werden in den Sagen über Patupaiarehe auch bestimmte Gebiete immer wieder erwähnt.
Auf der Nordinsel sind dies hauptsächlich die Waikato Plains, im Thames-Coromandel District das Gebiet zwischen Cape Colville und dem Mount Te Aroha, die Hügel um Rotorua, die Bergwälder des Gebiets des Te Urewera und im Wairoa District die Wälder der Waitākere Ranges.
In den Sagen der Südinsel geistern sie hauptsächlich in den Hügeln um Lyttelton Harbour und Akaroa, in den Tākitimu Mountains und in den Hügeln zwischen dem Arahura River und dem Lake Brunner / Moana.

### Herkunft

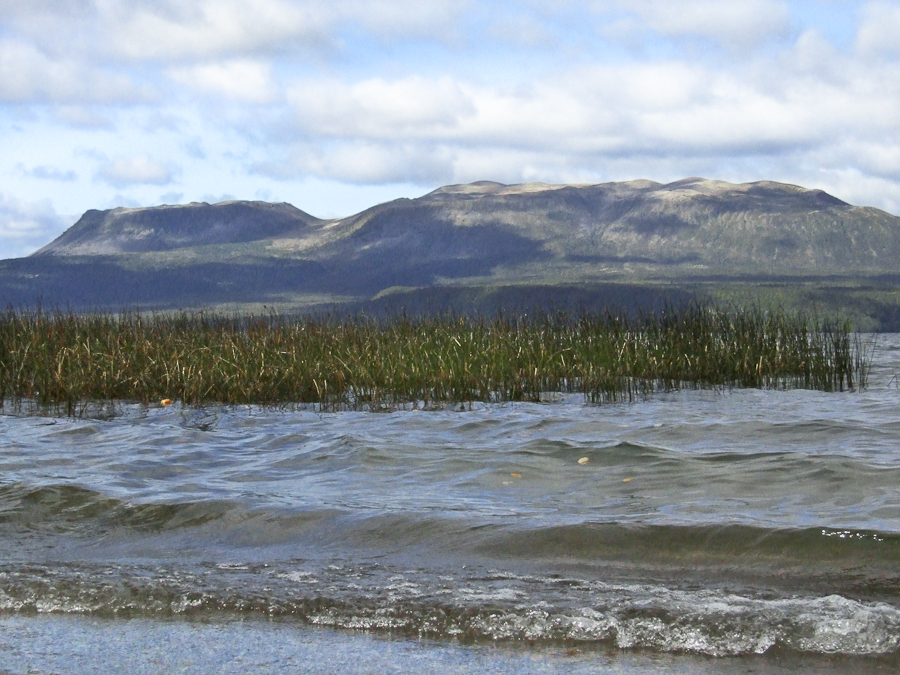
Der von Tama-o-hoi gespaltene Mount Tarawera

Über die Herkunft der Patupaiarehe gibt es verschiedene Geschichten: Einmal sind sie mit dem Tainui Waka, einem großen, seegängigen mythologischen Kanu, in Neuseeland eingetroffen. Ein anderes Mal wurden sie von Ngātoro-i-rangi, einer mythologischen Gestalt der Māori aus der Frühzeit der Besiedlung Neuseelands, auf den Berghöhen abgesetzt und eine weitere Version ist, dass sie Abkömmlinge von Tama-o-hoi, einem archaischen Zauberer, seien, der so mächtig war, dass er den Mount Tarawera spaltete.

Eine ethnologische Erklärung ist, dass sie mit real existierenden, kämpferischen Stämmen wie beispielsweise den hellhäutigen Ngāti Hotu oder anderen, sehr frühen Ureinwohnern von Neuseeland gleichgesetzt wurden.

### Sagen
Um die Rolle der Patupaiarehe in Māori-Legenden zu veranschaulichen, folgen Zusammenfassungen von zwei Sagen.

#### Die Patupaiarehe der Tākitimu Mountains

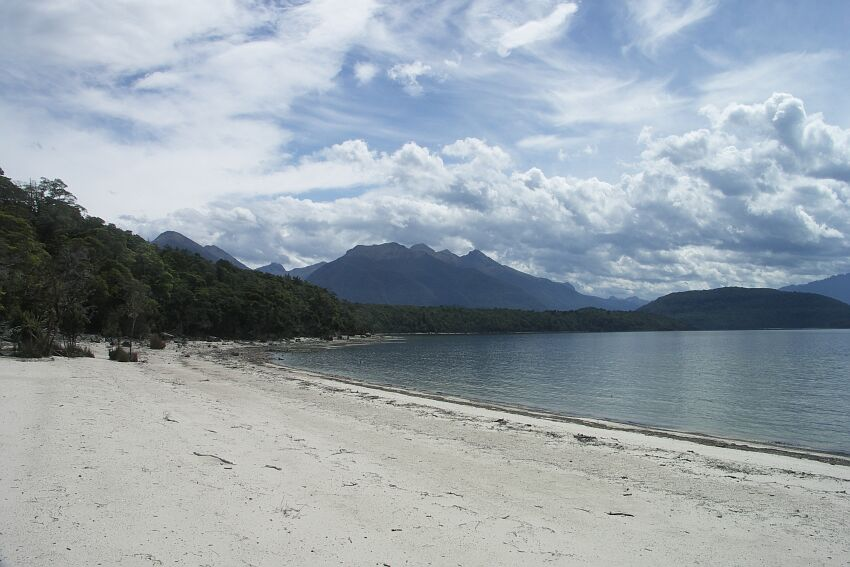
Lake Manapouri

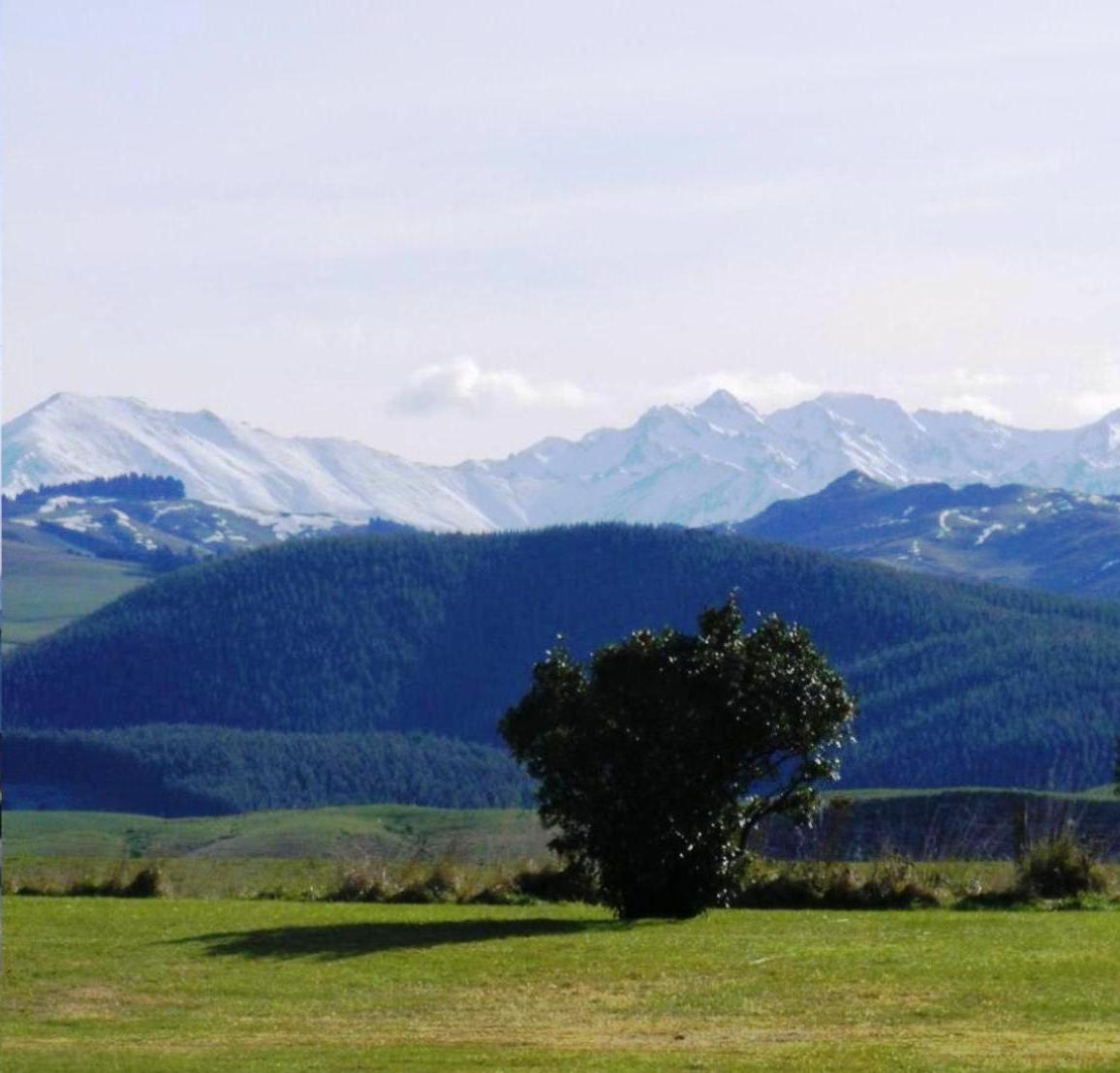
Tākitimu Mountains

Der Jäger Hautapu, der am Ufer des Lake Manapouri lebte, stellte seine Vogelfallen in den Tākitimu Mountains auf, als er im Unterholz etwas weiß leuchten sah. Er stürzte sich darauf und fing eine wunderschöne, hellhäutige Frau mit roten Haaren, die ihm ihren Namen – Kaiheraki – verriet. Hautapu malte sich aus, wie er sie zur Frau nehmen würde, denn sie war schöner als alle anderen Frauen in seinem Dorf, und wie er schöne und starke Kinder mit ihr hätte. Da er aber wusste, dass man sich vor den Patupaiarehe hüten muss, wollte er sie mit dem Tawhakamoe-Ritus, einem Feuerzauber, den Mann und Frau gemeinsam ausführen, auf die Probe stellen. Als er sie zwang, mit ihm Feuer zu machen, erschrak sie sich, der Rauch und die Funken verwundeten sie – und Kaiheraki floh.
Den ganzen Tag suchte Hautapu nach ihr, konnte sie aber nicht mehr finden. Er verbrachte noch die Nacht in den Bergen und kehrte erst am Morgen in Regen und Nebel müde und geschunden in sein Dorf zurück.
Er sah Kaiheraki nie wieder, aber man sagt, dass ihr Geist immer noch durch die Tākitimu Mountains schweift.

#### Kaumariki
Von seinen Vorfahren hatte Kariri den berühmten Fischhaken Te Rama geerbt, den Kaumariki und seine Freunde Tawhai und Kupe eines Nachts stahlen. Da sie Kariris Rache fürchteten, flüchteten sie noch in der Nacht mit einem Kanu übers Meer. Nach vier Tagen erreichten sie eine kleine Insel, bei der sie mit dem Fischhaken gute Beute machten. Als es dunkel wurde, hüllten sich Tawhai und Kupe in ihre Umhänge, bedeckten sich mit warmen Sand und schliefen am Strand. Kaumariki entzündete jedoch einen Kreis aus Feuerholz und schlief in dessen Mitte.
In der Nacht weckten Kaumariki die Schreie seiner Freunde und sah mit Schrecken, wie sie von bleichen, rothaarigen, krallenbewehrten Ponaturi getötet und gefressen wurden. Nur durch den Feuerkreis konnte er sich selber vor den Angreifern schützen. Erst im Morgengrauen ließen sie von ihm ab und Kaumariki kehrte in sein Heimatdorf zurück. Dort angekommen, gab er Kariri den magischen Te Rama zurück, bedauerte seinen Diebstahl und beschwor den Stamm, ihm zu helfen, seine toten Freunde zu rächen. Wegen der Umstände vergab man ihm, und Kaumariki dachte sich eine List aus. Mit Ausrüstung und sechs Kanus fuhren die Krieger zur kleinen Insel und bauten dort ein Schlafhaus.
Nachts kamen wie erwartet die Ponaturi und griffen die vermeintlich Schlafenden an. Es waren aber nur verkleidete Holzstämme und als alle Ponaturi im Schlafhaus waren, drehte je ein Krieger in einer der vier Ecken eine große, vorher abgeschirmte Öllampe um. In der Helligkeit verloren die Ponaturi die Orientierung, die vier Krieger verließen das Schlafhaus, Kaumariki verriegelte die Tür man zündete trockenes Gebüsch an den Schlafhauswänden an, wodurch alle Ponaturi verbrannten.
So rächte Kaumariki den Tod seiner Freunde Tawhai und Kupe.

## Öffentliche Wahrnehmung

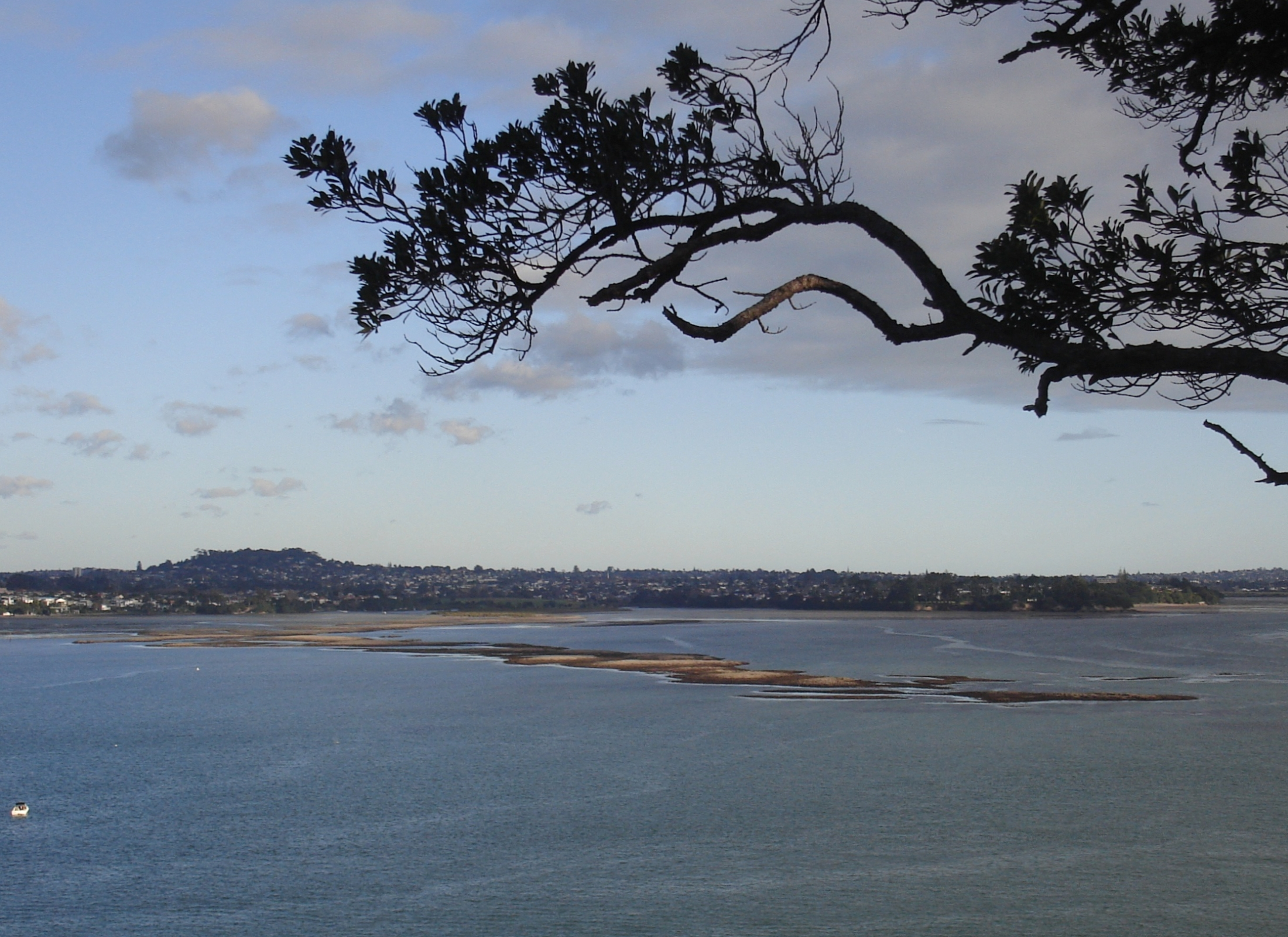
Das Te Tokaroa Reef reicht halb ins Meer hinein.

Die Postbehörde von Neuseeland hat im Jahr 2000 einen Briefmarkensatz (sechs Werte: Araiteuru (40 Cents), Kurangaituku (80 Cents), Te Hoata & Te Pupu (1,10 NZ$), Patupaiarehe (1,20 NZ$), Te Ngarara-huarau (1,50 NZ$), Tuhirangi (1,80 NZ$)) zu Sagengestalten der Māori herausgebracht, worunter auch die Patupaiarehe zu finden sind.
Im Coyle Park in Auckland befindet sich ein von Tim Codyre 2009 geschnitzter Bogen, der die Sage der Entstehung der Steinbrücke Te Tokaroa bildlich nachempfindet: Patupaiarehe lebten einst im Waldgebiet um Waitematā Harbour. Eines Nachts kämpften dort zwei Gruppen miteinander und die Kämpfer der schwächeren Gruppe versuchten, über das Meer zu entkommen, indem sie eine Steinbrücke bauten. Aber ehe sie fertig wurden, wurden sie von der aufgehenden Sonne überrascht und versteinerten im Licht.
Māori Television, ein neuseeländischer Fernsehsender in maorischer Sprache, hat ein Programm namens WAIRUA – Explaining the mystery behind the Māori spiritual world in dem auch die Patupaiarehe behandelt wurden.